# H World International
H World International (vormals Deutsche Hospitality und Steigenberger Hotel Group) ist die Dachmarke des deutschen Hotelunternehmens Steigenberger Hotels GmbH, die sich seit 2020 im Besitz der chinesischen Huazhu Group befindet. Am 4. November 2019 gab deren Tochtergesellschaft, die China Lodging Holdings Singapore Pte. Ltd. in Singapur, eine Vereinbarung zur Übernahme der Deutschen Hospitality zum Preis von 700 Millionen Euro bekannt. Zum Portfolio der H World International gehörten im Dezember 2024 insgesamt rund 120 Hotels auf drei Kontinenten. Die Hotels der Marken Steigenberger Hotels & Resorts, Steigenberger Icons, Steigenberger Porsche Design Hotels, Maxx, Jaz in the City, Ji Hotel, IntercityHotel sowie Zleep Hotels befinden sich in 19 Ländern.
Das Unternehmen wurde 1930 von Albert Steigenberger gegründet und war bis zum Verkauf im August 2009 als Familienunternehmen im Besitz der Nachfahren Steigenbergers.

## Geschichte

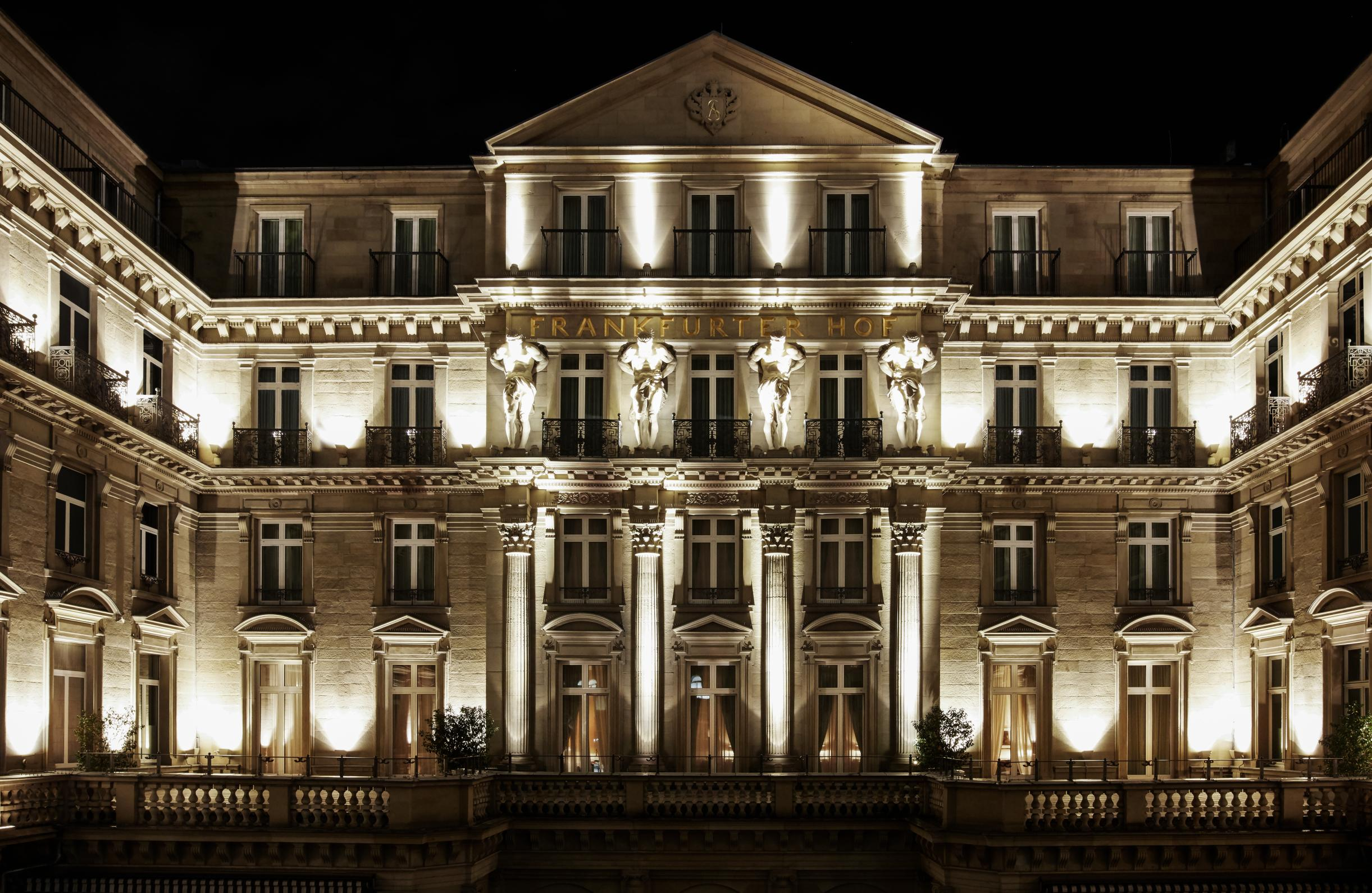
Steigenberger Frankfurter Hof

Aktie über 1000 DM der A. Steigenberger Hotelgesellschaft KGaA vom Dezember 1954

Der Kaufmann Albert Steigenberger übernahm 1930 sein erstes Hotel, den Europäischen Hof in Baden-Baden. Zehn Jahre später erwarb Steigenberger den Frankfurter Hof in Frankfurt am Main, der 1944 durch einen Bombenangriff teilweise zerstört wurde. Die Wiedereröffnung erfolgte 1948 mit zunächst 20 Betten, fünf Jahre später konnte es den vollen Betrieb wieder aufnehmen.
Von 1949 bis 1958 erwarb Albert Steigenberger sechs neue Hotels. 1958 starb der Firmengründer, und sein Sohn Egon Steigenberger übernahm die Geschäfte.
1972 erwarb Egon Steigenberger die Hotelfachschule in Bad Reichenhall. Weitere Tochtergesellschaften entstanden, wie die Frankhof-Kellerei in Hochheim am Main, die *H*E*A*D Hotel Equipment and Design GmbH für Einrichtungen und Ausstattungen von Hotelbetrieben und die Steigenberger Consulting GmbH, eine Beratungsfirma für die Bereiche Hotelwesen und Tourismus.
In den 1970er Jahren entwickelte Egon Steigenberger neuartige Hotelkonzepte, wie Animations-, Sport-, Kultur- und Gesundheitsprogramme. Die Prototypen entstanden in Bad Kissingen, Grafenau, Bad Neuenahr und am Frankfurter Flughafen.
Im Jahre 1985 starb Egon Steigenberger. Das Unternehmen wurde in eine Aktiengesellschaft umgewandelt, an der die Steigenberger-Familie 99,6 % der Anteile hielt. Geführt wurde die Hotelkette von seiner Witwe Anne-Marie Steigenberger. Auch die Töchter Bettina, Christina und Claudia Steigenberger stiegen in das Geschäft ein; Sohn Albert Steigenberger Junior ließ sich sein Erbe auszahlen. Mitte 1989 kündigten das Unternehmen und die Deutsche Bundesbahn an, über die bereits Ende 1987 gegründete IntercityHotel GmbH gemeinsam die IntercityHotels zu betreiben. Steigenberger erwarb in diesem Zug 49 Prozent der Anteile an dem Unternehmen, das zuvor vollständig im Besitz der DB gewesen war.
In den 1990er Jahren wurden mehr als 40 neue Häuser eröffnet, darunter auch fünf Hotels in Österreich. Am Frankfurter Flughafen wurde ein zweites Haus eröffnet und Steigenberger übernahm das Management des Gästehauses des Bundes.
2006 eröffnete Steigenberger sein erstes Haus in Meran, trennte sich von ihm aber im September 2009.
Im Oktober 2008 wurde bekannt, dass die Eigentümerfamilie einen Verkauf der Hotelkette prüfe. Als mögliche Käufer wurde zunächst die US-amerikanische Hotelgesellschaft Marriott International ausgemacht. Hintergrund der Sondierung war offenbar die Unzufriedenheit der Gesellschafter mit der Ertragskraft der Hotelkette; 2007 konnte die Steigenberger Hotels AG nur einen Jahresüberschuss von 200.000 Euro verbuchen. Im August 2009 wurden alle von der Eigentümerfamilie gehaltenen Anteile an den ägyptischen Tourismus-Konzern Travco verkauft.
Am 4. Oktober 2016 wurde mitgeteilt, dass die Steigenberger Hotel Group sich zur neuen Dachmarke „Deutsche Hospitality“ umbenennt.
Die Deutsche Hospitality wurde nach Presseerklärungen vom November 2019 von der chinesischen Huazhu Group übernommen.
Am 29. Februar 2024 wurde mitgeteilt, dass die Deutsche Hospitality in H World International umfirmiert, um die Expansion ihrer Eigentümergruppe H World außerhalb Chinas voranzutreiben.

## Marken

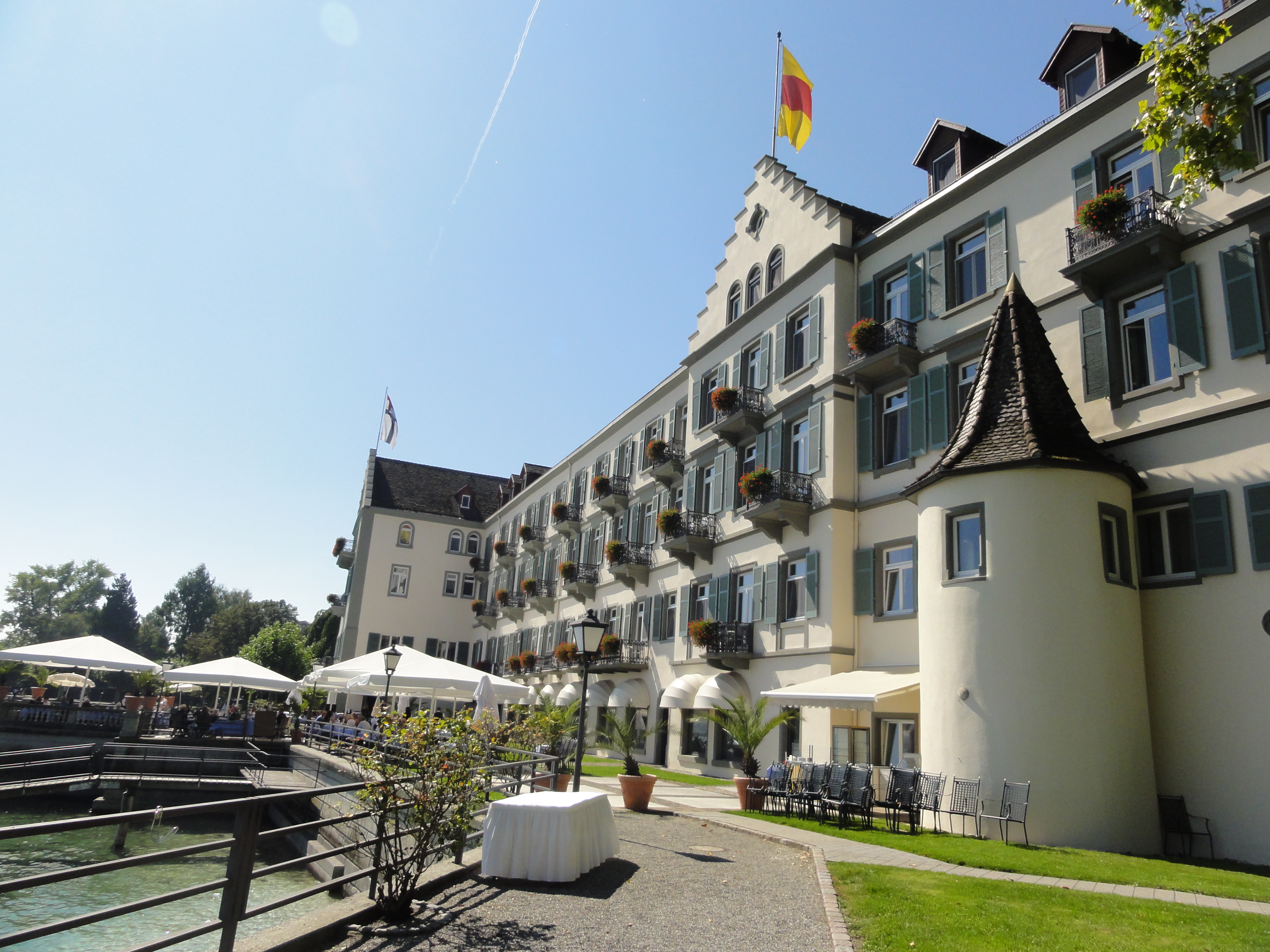
Steigenberger Inselhotel Konstanz

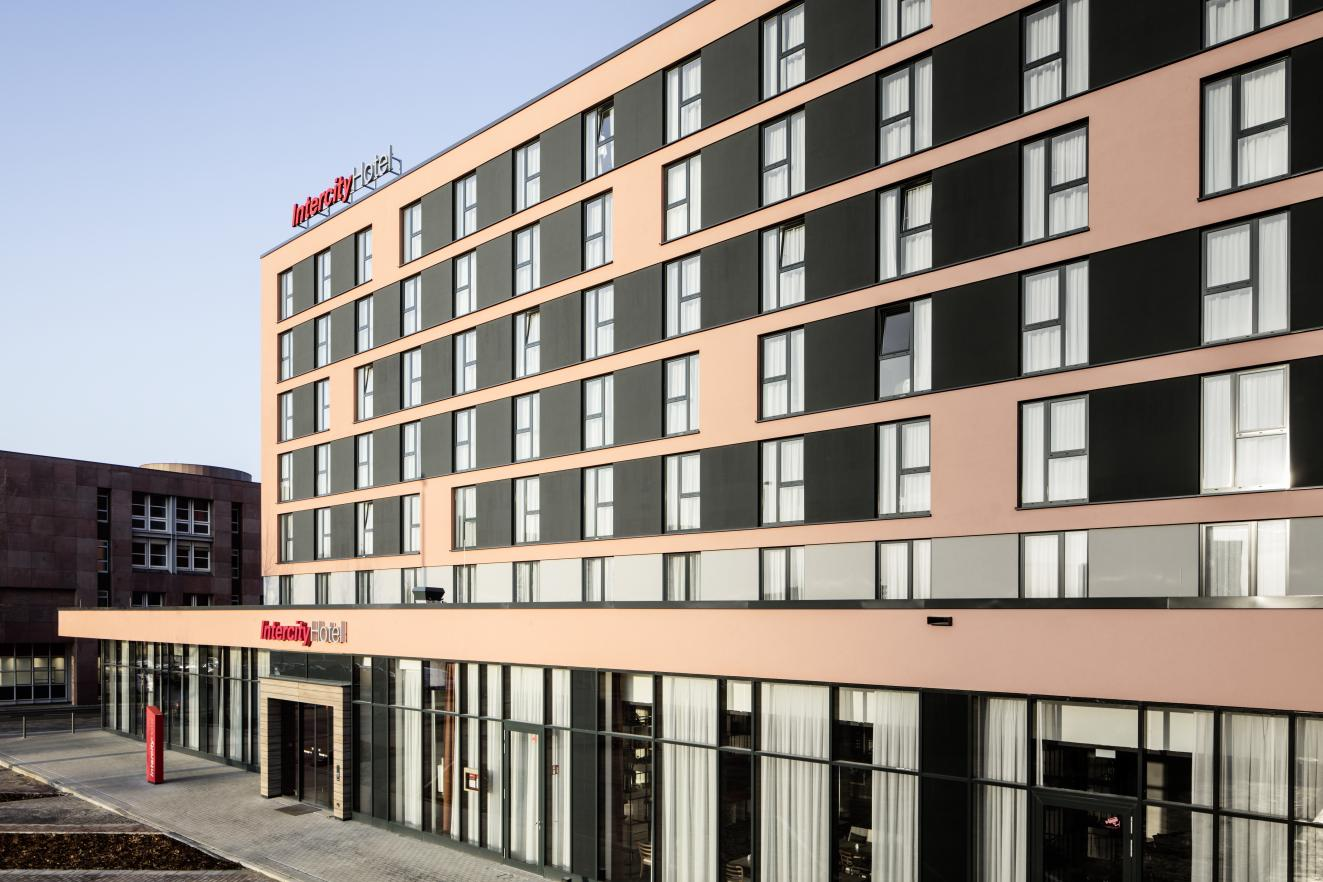
IntercityHotel in Braunschweig

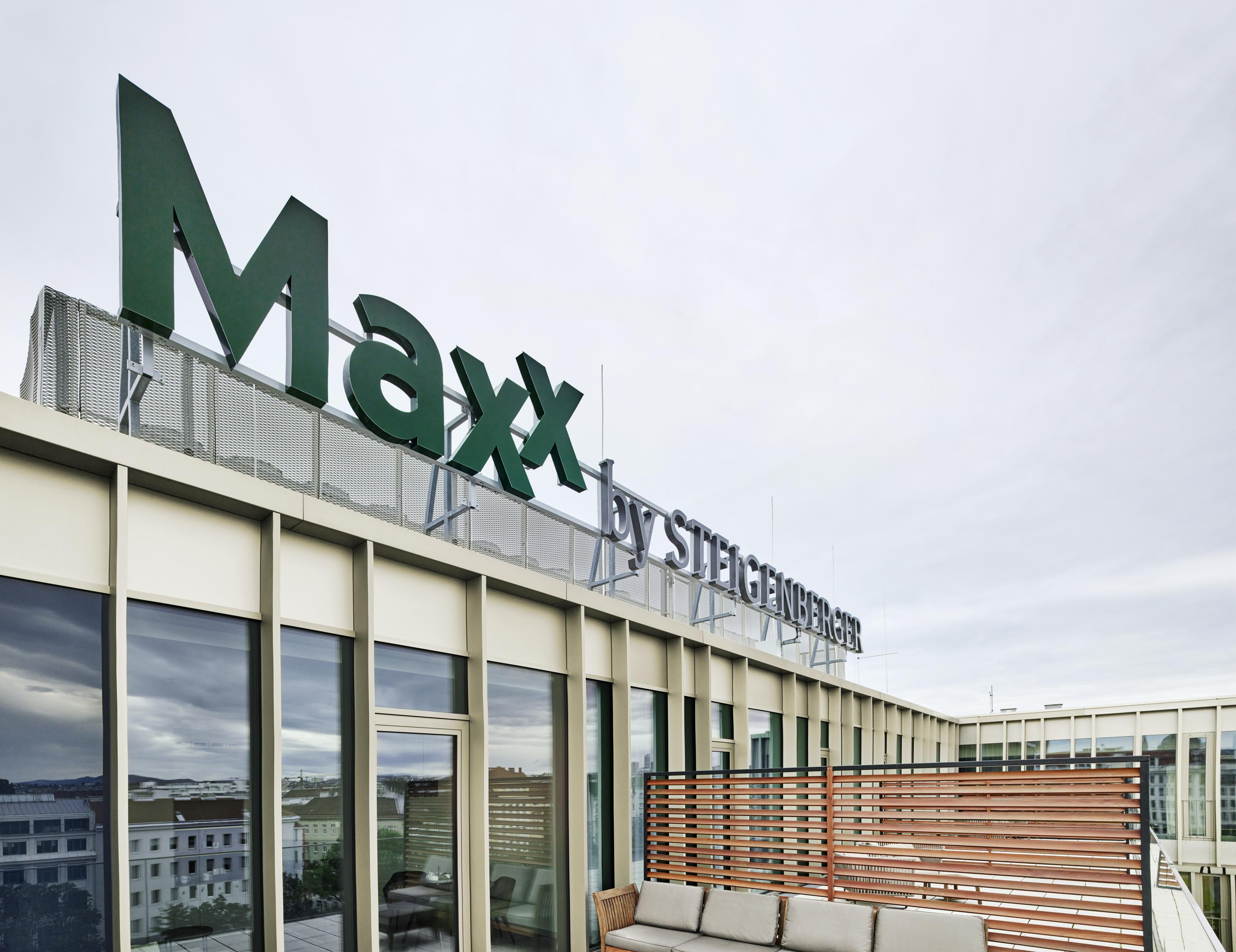
Maxx Wien

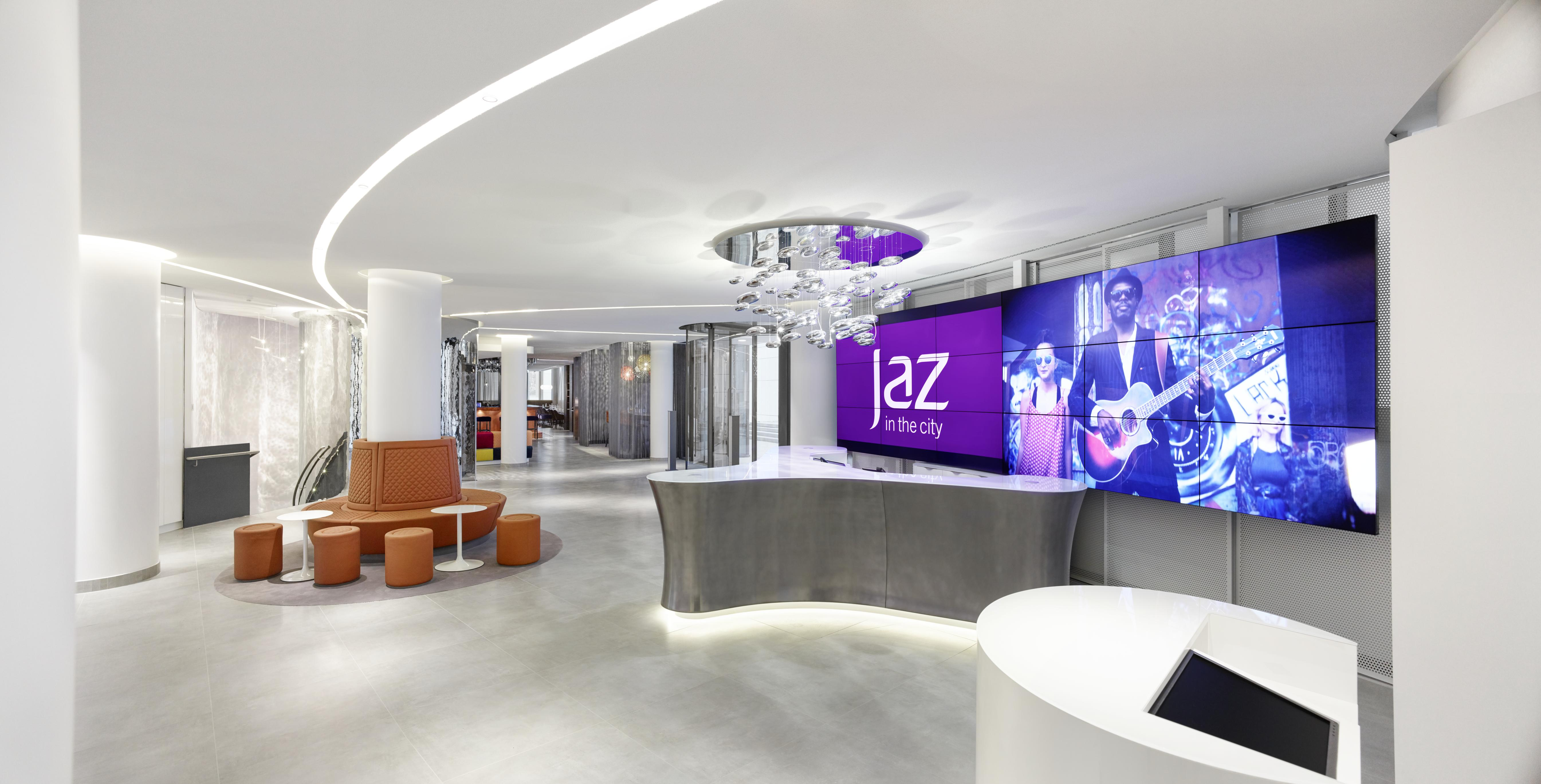
Jaz in the City Stuttgart

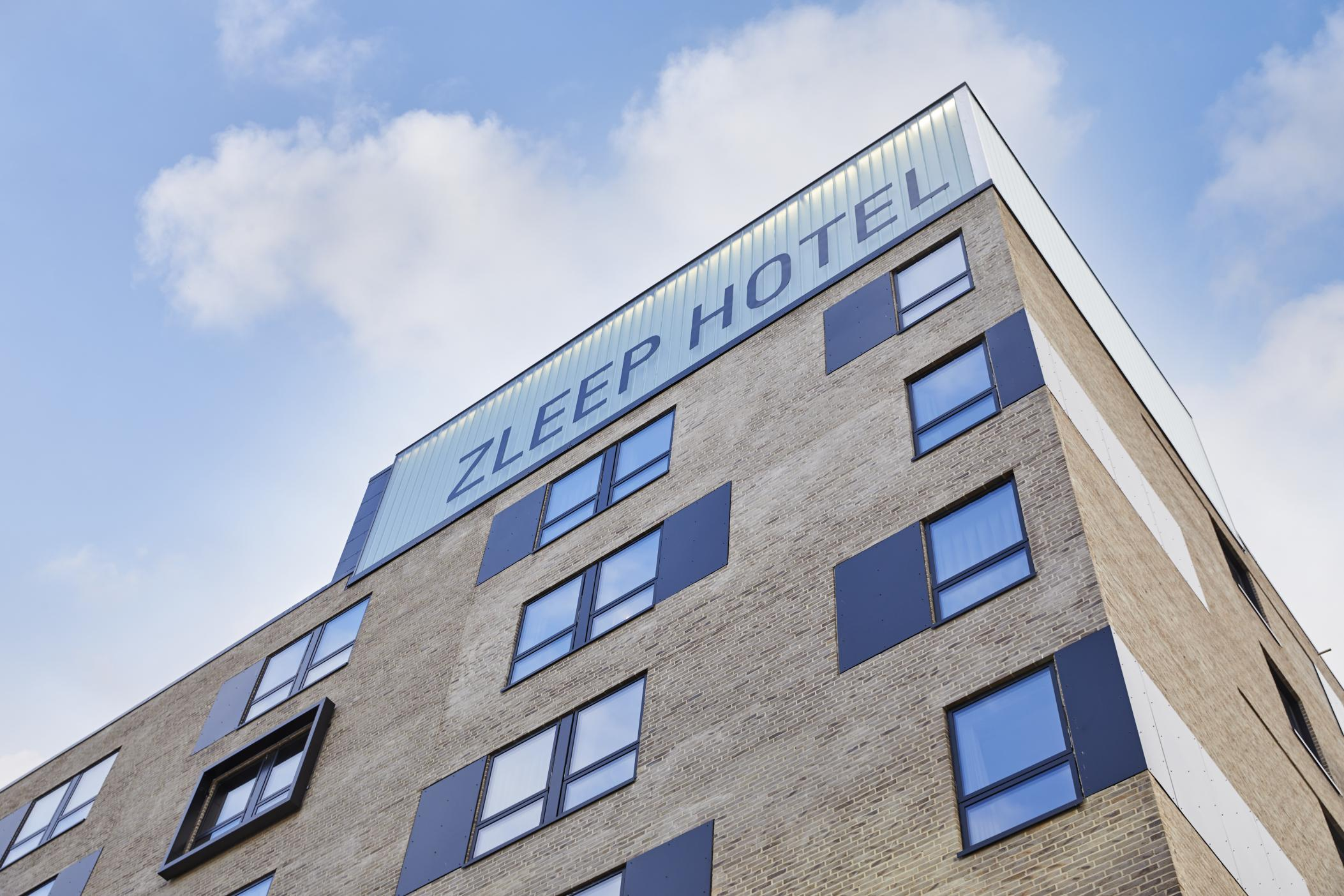

H World International beinhaltet neun Marken. Die Hotels gliedern sich dabei in Pacht-, Management- und Franchisebetriebe.

### Steigenberger Hotels & Resorts
Mit Stand Dezember 2024 gehören 64 Häuser zu dieser Marke.
Sechs dieser Häuser gehören zu den sogenannten Steigenberger Icons. Zu den bekannten Häusern der Gruppe, die teils auch unter Denkmalschutz stehen, zählen der Frankfurter Hof sowie das Gästehaus Petersberg.
Nach dem Zweiten Weltkrieg wurde u. a. bis 2008 das Steigenberger Hotel Axelmannstein in Bad Reichenhall betrieben, von 1950 bis 2009 der Badische Hof in Baden-Baden, von 1959 bis 2010 das Kurhaushotel in Bad Kissingen, von 1969 bis 1988 das Steigenberger-Hotel im Bonn-Center, von Mitte der 1970er bis Mitte der 1990er Jahre das Steigenberger Hotel Quellenhof in Aachen, von 1979 bis 2019 das Steigenberger Hotel Drei Mohren in Augsburg, von 1979 bis 2014 das Steigenberger Kurhaus-Hotel im niederländischen Scheveningen und von 1989 bis 1999 das Steigenberger-Hotel Venusberg in Bonn.

### IntercityHotel
Die IntercityHotel GmbH ist eine Tochtergesellschaft der Steigenberger Hotels GmbH und wurde Ende 1987 von der Deutschen Bundesbahn gegründet. Steigenberger stieg 1989 mit 49 % in die Gesellschaft ein. Seit 2004 ist Steigenberger alleiniger Eigentümer der IntercityHotels.